# Ю̈̄
Cette page contient des caractères spéciaux ou non latins. S’ils s’affichent mal (▯, ?, etc.), consultez la page d’aide Unicode.
Ou tréma macron (majuscule : Ю̈̄, minuscule : ю̈̄) est une lettre de l’alphabet cyrillique utilisée dans l’écriture de certains dialectes du selkoupe du sud.

## Utilisation
L’iou tréma macron est utilisé dans l’orthographe selkoupe utilisée par certains auteurs pour représenter une voyelle voyelle fermée antérieure arrondie longue [yː] après une consonne palatalisée. Il est notamment utilisé dans le dictonnaire selkoupe-russe de Bykonia, Kouznetsova et Maksimova publié en 2005 ,.

## Représentations informatiques
L’iou tréma macron peut être représenté avec les caractères Unicode suivants :
- décomposé (cyrillique, diacritiques) :

| formes    | représentations | chaînes de caractères | points de code       | descriptions                                                         |
| --------- | --------------- | --------------------- | -------------------- | -------------------------------------------------------------------- |
| capitale  | Ю̈̄               | Ю◌̈◌̄                   | U+042E U+0308 U+0304 | lettre majuscule cyrillique iou diacritique tréma diacritique macron |
| minuscule | ю̈̄               | ю◌̈◌̄                   | U+044E U+0308 U+0304 | lettre minuscule cyrillique iou diacritique tréma diacritique macron |